# Fort Worth Texans
I Fort Worth Texans sono stati una squadra di hockey su ghiaccio della con sede nella città di Fort Worth, nello Stato del Texas. Nacquero nel 1974 e disputarono la Central Hockey League fino al loro scioglimento giunto nel 1982. Nel corso delle stagioni giocarono presso il Will Rogers Coliseum e furono affiliati ai New York Islanders e ai Colorado Rockies.

## Storia
Nel 1967 la Central Hockey League sì aprì all'area metropolitana Dallas-Fort Worth con la creazione di due nuove franchigie, i Fort Worth Wings legati ai Detroit Red Wings e gli acerrimi rivali dei Dallas Black Hawks, squadra affiliata ai Chicago Blackhawks.
Nel 1973 i Red Wings avevano lasciato i Wings ed erano divenuti squadra partner dei New York Islanders, squadra da poco militante nella National Hockey League. Un anno più tardi i Wings cambiarono identità cambiando le maglie e il proprio nome divenendo i Fort Worth Texans. In otto stagioni la formazione conquistò un titolo dell'Adams Cup al termine della stagione 1977-78, perdendo un'altra finale due anni più tardi. La squadra si sciolse definitivamente nel 1982, due anni prima della chiusura della CHL.

### Affiliazioni
Nel corso della loro storia i Fort Worth Texans sono stati affiliati alle seguenti franchigie della National Hockey League:
- New York Islanders: (1974-1979)
- Los Angeles Kings: (1975-1977)
- Minnesota North Stars: (1977-1978)
- Colorado Rockies: (1979-1982)

## Record stagione per stagione
| Fort Worth Texans |          |    |    |    |    |    |     |     |    | |
| 1974-75           | Southern | 78 | 26 | 40 | 12 | 64 | 264 | 322 | 4° | |
| 1975-76           | CHL      | 76 | 29 | 31 | 16 | 74 | 287 | 271 | 5° | |
| 1976-77           | CHL      | 76 | 35 | 32 | 9  | 79 | 272 | 261 | 4° | perde semifinali (Kansas City) 2-4                                                                  |
| 1977-78           | CHL      | 76 | 44 | 29 | 3  | 91 | 262 | 251 | 1° | vince semifinali (Tulsa) 4-3 vince Adams Cup (Dallas) 4-3                                           |
| 1978-79           | CHL      | 76 | 33 | 39 | 4  | 70 | 260 | 277 | 4° | perde semifinali (Salt Lake) 1-4                                                                    |
| 1979-80           | CHL      | 80 | 37 | 34 | 9  | 83 | 312 | 298 | 3° | vince 1º turno (Birmingham) 3-1 vince semifinali (Indianapolis) 3-1 perde Adams Cup (Salt Lake) 3-4 |
| 1980-81           | CHL      | 80 | 24 | 53 | 3  | 51 | 201 | 309 | 7° | perde 1º turno (Salt Lake) 2-3                                                                      |
| 1981-82           | South    | 80 | 20 | 57 | 3  | 43 | 273 | 401 | 5° | |

## Record della franchigia

### Singola stagione
Gol: 38  David Salvian (1975-76)
Assist: 55  Mike Kaszycki (1976-77)
Punti: 87  Mike Kaszycki (1976-77)
Minuti di penalità: 203  Willie Trognitz (1979-1980)

### Carriera
Gol: 97  David Salvian
Assist: 178  Neil Nicholson
Punti: 230  Neil Nicholson
Minuti di penalità: 455  Alex McKendry
Partite giocate: 301  Neil Nicholson

## Palmarès

### Premi di squadra
- Adams Cup: 1

1977-1978

### Premi individuali
- Bob Gassoff Trophy: 1

Doug Grant: 1977-1978
- Jake Milford Trophy: 2

John Choyce: 1976-1977
Bill MacMillan: 1977-1978